# Battaglia di Estero Bellaco
La battaglia di Estero Bellaco fu uno scontro armato tra le truppe della Triplice Alleanza (Brasile, Argentina ed Uruguay) e l'esercito paraguaiano avvenuto il 2 maggio 1866 durante la guerra del Paraguay.

## Antefatti
Il 16 aprile 1866, le truppe alleate al comando del maresciallo Manuel Luis Osório attraversarono il Paraná e attaccarono il Forte Itapirú e la località di Paso de Patria. Gli alleati, in tutto circa 50 000 uomini, posero quindi il loro quartier generale nelle alture a nord di Paso de Patria. Il 23 successivo, i paraguaiani, forti di circa 30 000-35 000 uomini e di un centinaio di pezzi d'artiglieria, si ritirarono dietro la grande palude nota come Estero Bellaco. Gli alleati, che avevano una scarsa conoscenza del terreno, fecero a loro volta posizionare la loro avanguardia, oltre 8 000 uomini e comandata dal generale uruguaiano Venancio Flores, sul bordo meridionale della palude. Il contingente di Flores era formata da quattro battaglioni uruguaiani, il 24 de Abril, il Florida (quest'ultimi due composti principalmente da afro-uruguaiani e mercenari spagnoli, italiani e svizzeri), l'Independencia e il Libertad, con una batteria di artiglieria, sei battaglioni di fanteria brasiliani (il 5°, il 7°, il 3°, il 16°, il 21° e il 38° Voluntarios da Patria) con una batteria di artiglieria, un reggimento di cavalleria brasiliano e, più indietro, elementi di un battaglione di fanteria argentino (il Rosario) e un reggimento di cavalleria. Il 2 maggio 1866, il dittatore paraguaiano Francisco Solano López inviò 4 500 fanti contro l'avanguardia alleata con l'obbiettivo di infliggere un duro colpo ai suoi nemici.

## La battaglia

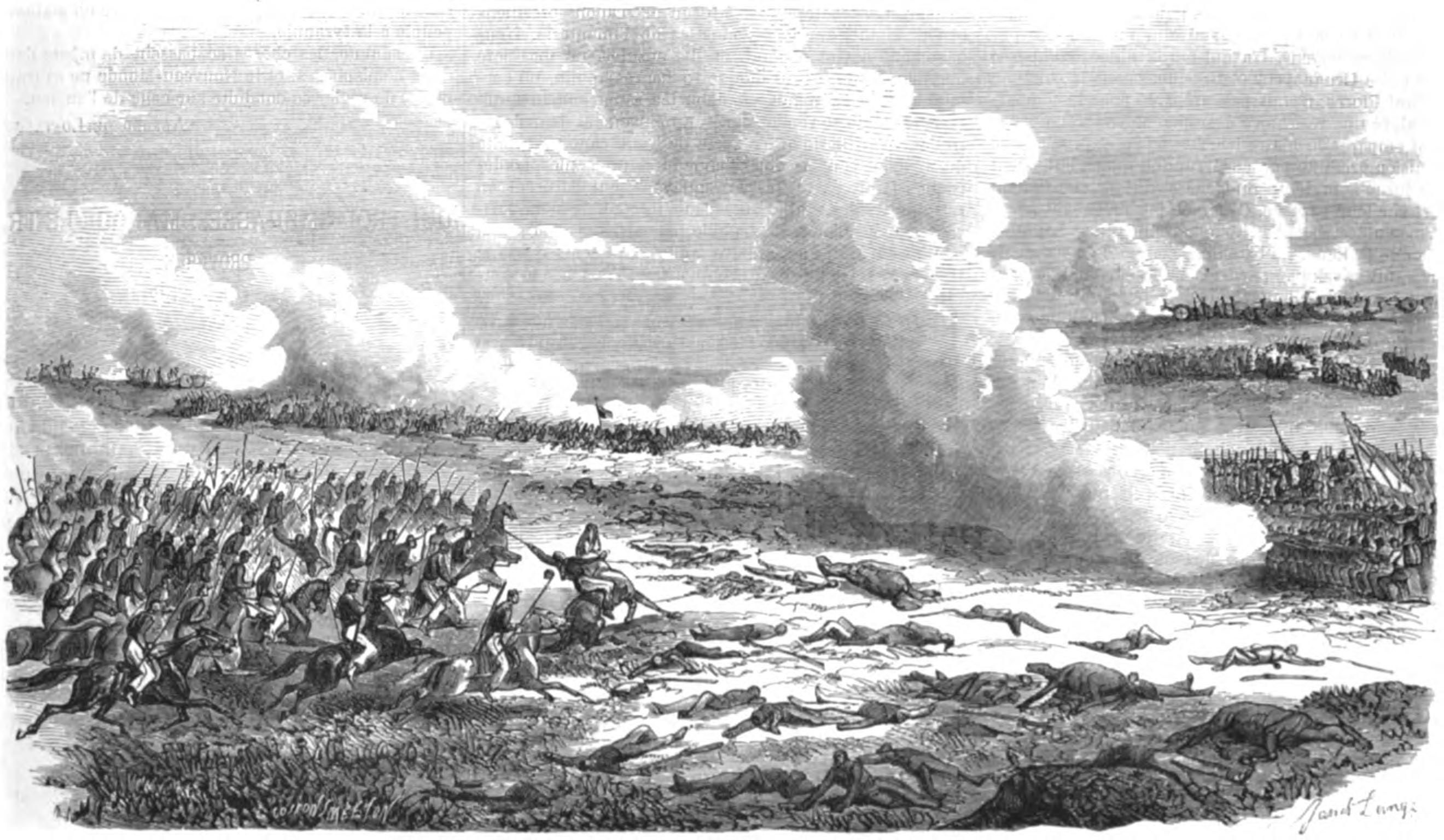
Battle of Estero Bellaco, 2 May 1866 (L'Illustration: journal universel, Vol. XLVIII, nº 1.227, 1º/09/1866

A mezzogiorno, quando gli alleati stavano consumando il rancio, i paraguaiani attaccarono improvvisamente attraverso tre punti della palude, travolgendo gli avamposti dell'avanguardia. La carica della cavalleria paraguaiana causò inizialmente confusione tra le forze brasiliane (7°, 21° e 38° Voluntarios da Patria) e uruguaiane (24 de Abril e Florida), che si ritirarono e furono inseguite. Lo stesso generale Flores fu sul punto di essere catturato durante la scaramuccia, ma riuscì a fuggire con un colpo di fortuna. Riorganizzati con il supporto della retroguardia brasiliana comandata da Osorio, gli alleati furono in grado di resistere meglio all'attacco paraguaiano che ne seguì.
Infatti, quando ormai l'avanguardia dell'esercito alleato era stata spazzata via, il colonnello José Eduvigis Díaz, comandante delle truppe paraguaiane, volle spingersi oltre. Invece di ordinare una ritirata immediata, visto che l'obiettivo dell'operazione era già stato raggiunto, si lanciò in uno spericolato inseguimento andando così a scontrarsi contro il nucleo principale dell'esercito alleato. La carica fu effettuata dal colonnello Elizardo Aquino, che si schiantò contro le truppe alleate già riorganizzate e si ritrovò a resistere disperatamente contro il fuoco nemico. Le perdite furono elevate da entrambe le parti. L'intervento brasiliano nelle retrovie fu fondamentale per impedire un'ulteriore sfondamento paraguaiana.
Dall'altra parte della palude, Diaz sventò un movimento di accerchiamento delle truppe brasiliane che tentavano di passare per il passo di Sidra, respingendole due volte con una carica alla baionetta e costringendole alla fuga.

## Conseguenze
Sebbene le perdite siano state quasi simili per entrambi gli schieramenti (un numero simile di morti e un numero maggiore di feriti da parte alleata), gli obiettivi paraguaiani di tendere un'imboscata al nemico e di rubare diversi pezzi di artiglieria e munizioni vennero raggiunti. I paraguaiani riuscirono a impadronirsi di quattro pezzi d'artiglieria e di diversi carri pieni di armi moderne che servirono ad alleviare la carenza di materiale che cominciava a farsi sentire nell'accampamento di López.